# 스티븐 헌터 (농구 선수)

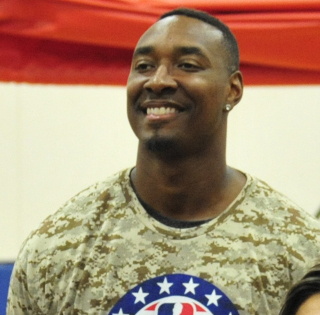

스티븐 헌터(영어: Steven Hunter, 1981년 10월 31일 ~ )는 미국의 농구 선수이다.

## 학생 시절
헌터는 셰렐 포드, 마이클 핀리, 짐 브루어, 닥 리버스, 디 브라운, 도니 보이스, 레지 조던, 섀넌 브라운, 스털링 브라운, 제본 카터와 같은 다른 NBA 선수들을 배출한 프로비소 이스트 고등학교(Proviso East High School)에서 농구를 했다. 헌터는 2001년 NBA 드래프트 자격이 있다고 선언하기 전에 시카고의 드폴 대학교에서 2년을 뛰었다.

## 프로 경력
신인으로서 헌터는 2001년 12월 5일 시카고 불스를 상대로 102-74 승리를 거두며 17득점으로 당시 통산 최고점을 기록했다.
2002년 매직과의 훈련 캠프에서 그는 전방 십자 인대 부상을 입었고 2002-2003 NBA 시즌의 49경기에 결장했다.
2005년 4월 24일 피닉스 선즈에서 헌터는 멤피스 그리즐리스를 상대로 114-103 승리를 거두며 5개의 리바운드와 함께 포스트시즌 통산 최고점 16점을 기록했다. 헌터와 선즈는 궁극적으로 스퍼스에게 패배하기 전에 웨스턴 컨퍼런스 파이널에 진출하게 된다.
2005년 오프시즌에 그는 76ers와 FA로 계약했다. 그들은 2006년과 2007년에 2개의 2라운드 드래프트 픽에 대한 대가로 2006년 2월 1일에 그를 뉴올리언스 호네츠로 트레이드했다.
2007년 9월 10일, 헌터는 76ers가 보비 존스와 덴버 너겟츠의 레기 에반스와 드래프트 권한을 리키 산체스와 거래했다.
2009년 8월 7일, 너겟츠는 헌터와 복권으로 보호되는 2010년 1라운드 드래프트 픽을 향후 2라운드 픽을 위해 멤피스 그리즐리스로 트레이드했다.
헌터의 마지막 NBA 경기는 2010년 2월 6일 미네소타 팀버울브스에게 102-109로 패하며 5분 동안 2득점 1리바운드를 기록했다.
2011년 10월 그는 이탈리아의 디나모 사사리와 계약했다.
2014년에 헌터는 애리조나 커뮤니티 전체에서 피닉스 선즈의 대사가 되었다.